# Prairie Grove (Illinois)
Prairie Grove is een plaats (village) in de Amerikaanse staat Illinois, en valt bestuurlijk gezien onder McHenry County.

## Demografie
Bij de volkstelling in 2000 werd het aantal inwoners vastgesteld op 960. In 2006 is het aantal inwoners door het United States Census Bureau geschat op 1884, een stijging van 924 (96,3%).

## Geografie
Volgens het United States Census Bureau beslaat de plaats een oppervlakte van 12,4 km², waarvan 12,0 km² land en 0,4 km² water.

## Plaatsen in de nabije omgeving
De onderstaande figuur toont nabijgelegen plaatsen in een straal van 8 km rond Prairie Grove.